# 中业群礁
中业群礁（Thitu Island and Reefs），是南中國海南沙群岛西北部第二列环礁，分东西两个环礁，东环礁有铁峙礁和梅九礁，西环礁有中业岛和铁线礁，中间隔一铁峙水道，因下属有中业岛得名。

## 名稱
中國渔民向称铁峙，英文名ThiTu便由此而来。1935年中华民国政府公布名称为帝都群礁。1947年和1983年中华民国与中华人民共和国政府分别公布名称为中业群礁。

## 地理位置

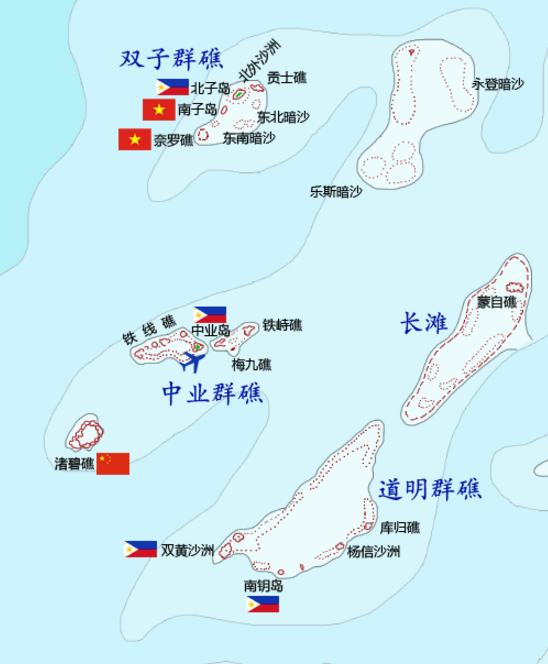
中業群礁地理位置圖

中业群礁分布在北緯11°01'至10°06'、東經114°11'至114°24'之間。位于双子群礁之南约17海里，西南15海里处有渚碧礁。

## 组成
| 英文名稱     | 中國名稱 | 菲律賓名稱                   | 越南名稱              |
| ------------ | -------- | ---------------------------- | --------------------- |
| Thitu Island | 中業島   | Pag-asa Island（希望島）     | Đảo Thị Tứ（島市肆）  |
| Eastern Reef | 梅九礁   | Pag-asa Reef 1（希望礁1號）  | Đá Trâm Đức（𥒥簪德） |
| Eastern Reef | 鐵峙礁   | Pag-asa Reef 2（希望礁2號）  | Đá Vĩnh Hảo（𥒥永好） |
| Sandy Cay    | 鐵線礁   | Pag-asa Cay 1（希望沙洲1號） | Đá Tri Lễ（𥒥知禮）   |
| Sandy Cay    | 鐵線礁   | Pag-asa Cay 2（希望沙洲2號） | Đá Hoài Ân（𥒥懷恩）  |
| Sandy Cay    | 鐵線礁   | Pag-asa Cay 3（希望沙洲3號） | Đá Hoài Ân（𥒥懷恩）  |
| Sandy Cay    | 鐵線礁   | Pag-asa Cay 4（希望沙洲4號） | Đá Cái Vung（𥒥盖𪢷） |

铁峙水道
铁峙水道宽约1.3公里，深约180米。
东环礁
东滩环礁从东北向西南延伸，长约8.5公里，宽约3.7公里。东北方的小礁盘为铁峙礁，西南方的小礁盘为梅九礁。
西环礁
西滩环礁近东西向，长13公里，宽6公里。其中中业岛面積約0.33平方公里，高3.4米，是南沙群島第二大天然島。铁线礁位于中业群礁西北部，由三个珊瑚礁组成，东北－西南一线排列。

## 歷史
1945年12月12日，中華民國政府設立「南沙管理處」隸屬廣東省政府管轄。 1946年10月，國民政府海军派遣上校林遵、姚汝鈺率「中業號」、「永興號」、「太平號」、「中建號」等四艘軍艦接收南海諸島，並建碑測圖。1956年，中華民國海軍先後派出立威部隊、威遠部隊和寧遠部隊三次巡察南沙群島。在巡弋過程中，曾在太平島、南威島、西月島重樹石碑、舉行升旗禮，並改編為「南沙守備區」，改派海軍陸戰隊守備太平島。。